# Ajo (Hofmeister)
Ajo, abgeleitet von dem italienischen und spanischen Begriff Ayo, in der weiblichen Form Aja, bezeichnet einen Hofmeister, Hauslehrer bzw. Erzieher. Insbesondere in fürstlichen Haushalten war auch der Begriff eines Gouverneurs bzw. einer Gouvernante gebräuchlich. In einem fürstlichen Hofstaat nahm ein Ajo durch sein Hofamt eine führende Stellung ein.  